# Ditaxis acaulis
Ditaxis acaulis là một loài thực vật có hoa trong họ Đại kích. Loài này được Herter ex Arechav. mô tả khoa học đầu tiên năm 1910.